# Міський стадіон (Штип)
Міський стадіон мак. Градски стадион Штип — багатофункціональний стадіон у місті Штип (в однойменному мікрорайоні), Північна Македонія. Використовується для проведення футбольних матчів. Домашня арена «Брегальниця» (Штип) та ФК «Астібо». Вміщує 4 000 уболівальників. До 2016 року вміщував понад 10 000 осіб.
2 травня 2012 року, впершуе у власній історії, міський стадіон Штипа приймав фінал кубку Македонії. У рамках підготовки до поєдинку керівництво «Брегальниці» було здійснено косметичний зокрема було пофарбовано огорожу навколо поля, оновлення пресофіси, роздягальні та санвузли.